# Winfield (Tennessee)
Winfield è un comune degli Stati Uniti d'America, situato nello Stato del Tennessee, nella Contea di Scott.